# Panning (áudio)
Panning é a distribuição de sinal de som (monaural ou estereofônico) em um campo de som stereo ou multicanal determinado por controle de configuração. Um console típico de gravação possui controle de panning para cada entrada de canal de origem. O controle de panning, também chamado de pan pot. Softwares de mixagem de áudio substituem pan pots por botões ou controles deslizantes que funcionam de forma idêntica às contrapartes físicas.